# Сунгуръелга
Сунгуръелга (устар. Сунгурелга, Сунгур-Елга; баш. Соңғорйылға) — ручей в Урман-Бишкадакском сельсовете Ишимбайского района Башкортостана, левый приток Селеука.
Длина ручья — 4,60 км. Берёт начало в лесном массиве в 5 км к югу от села Салихово. Течёт на север, впадает в Селеук в южной части села.
В окрестностях ручья ведётся добыча нефти.

## Происхождение названия
От диалектического баш. соңғор «овраг, яма» и баш. йылға «речка». Сродни баш. Соңғорйылға — речки в Абзелиловском, Зилаирском, Бурзянском, Учалинском районах.
Лингвист А. К. Матвеев, объясняя происхождение оронима Сунгурка, писал про этот диалектизм:

Башкирское диалектное сонгор — «яма», «овраг». … Башкирское слово сонгор в русских формах топонимов регулярно передается сунгур (ср. башкирские названия Сонгор, Сонгорйылга, Сонгор-Тау и их русскую передачу — Сунгур, Сунгуръелга, Сунгур-Тау — наименование горы в Зиянчуринском Районе Башкирской АССР).